# Hotel Savoy (Posadas)

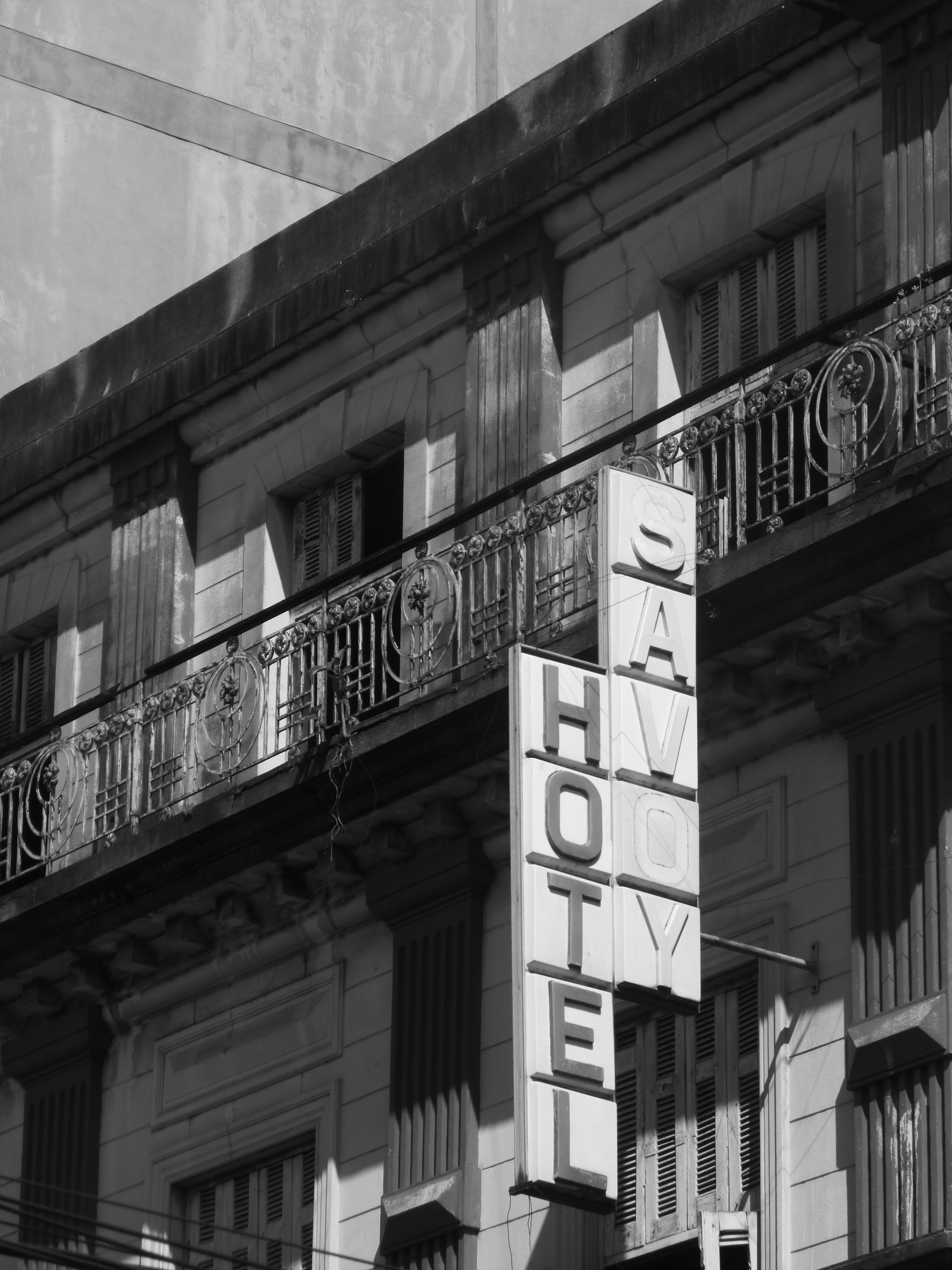
Hotel Savoy de Posadas.

El Hotel Savoy es un edificio ubicado en la esquina de las calles Colón y Sarmiento de la ciudad de Posadas, Misiones, en Argentina. 
Fue construido en 1912 e inaugurado en 1913 por Domingo Barthe, un empresario francés que hizo su fortuna en Misiones con el comercio de madera y yerba mate. Ocupa una superficie de 2.500 m² y se desarrolla en tres plantas.
Originalmente se llamó "Palace Hotel" hasta 1925. Luego cambió su nombre por el de "Hotel Savoy" y tuvo varios propietarios a lo largo de su existencia. Actualmente pertenece al Estado de la provincia de Misiones. La última explotación fue la de un restaurante en el local de la esquina (originalmente comedor de uso externo), que funcionó hasta agosto de 1991. Desde esa fecha permanece cerrado y abandonado.
Por Ordenanza Nº 157 del 7 de noviembre de 1996, el Honorable Concejo Deliberante de la ciudad de Posadas lo declaró "Patrimonio Histórico, Cultural y Arquitectónico".